# Znovu po smrti
Znovu po smrti (v anglickém originále Dead Again) je americký mysteriózní film z roku 1991. Režisérem filmu je Kenneth Branagh. Hlavní role ve filmu ztvárnili Kenneth Branagh, Emma Thompson, Andy García, Derek Jacobi a Wayne Knight.

## Ocenění
Patrick Doyle byl za hudbu k tomuto filmu nominován na Zlatý glóbus. Derek Jacobi byl za svou roli v tomto filmu nominován na cenu BAFTA.

## Obsazení
| Kenneth Branagh | Mike Church/Roman Strauss           |
| Emma Thompson   | Amanda Sharp/Grace/Margaret Strauss |
| Andy García     | Gray Baker                          |
| Derek Jacobi    | Franklyn Madson                     |
| Wayne Knight    | Pete Dugan                          |
| Robin Williams  | Cozy Carlisle                       |
| Hanna Schygulia | Inga                                |
| Campbell Scott  | Doug                                |